# Whitten (Iowa)
Whitten és una població dels Estats Units a l'estat d'Iowa. Segons el cens del 2000 tenia 160 habitants.

## Demografia
Segons el cens del 2000, Whitten tenia 160 habitants, 56 habitatges, i 43 famílies. La densitat de població era de 114,4 habitants/km².
Dels 56 habitatges en un 42,9% hi vivien nens de menys de 18 anys, en un 64,3% hi vivien parelles casades, en un 5,4% dones solteres, i en un 23,2% no eren unitats familiars. En el 19,6% dels habitatges hi vivien persones soles el 8,9% de les quals corresponia a persones de 65 anys o més que vivien soles. El nombre mitjà de persones vivint en cada habitatge era de 2,86 i el nombre mitjà de persones que vivien en cada família era de 3,33.
Per edats la població es repartia de la següent manera: un 33,8% tenia menys de 18 anys, un 6,9% entre 18 i 24, un 26,9% entre 25 i 44, un 20% de 45 a 60 i un 12,5% 65 anys o més.
L'edat mediana era de 36 anys. Per cada 100 dones de 18 o més anys hi havia 107,8 homes.
La renda mediana per habitatge era de 42.656 $ i la renda mediana per família de 44.219 $. Els homes tenien una renda mediana de 31.458 $ mentre que les dones 21.250 $. La renda per capita de la població era de 13.996 $. Cap de les famílies i l'1,3% de la població estaven per davall del llindar de pobresa.

## Poblacions més properes
El següent diagrama mostra les poblacions més properes.